# Haimbachia albescens
Haimbachia albescens, a mariposa-haimbachia-prateada, é uma espécie de mariposa da família Crambidae. Foi descrita pela primeira vez por Capps em 1965. Pode-se encontrar na América do Norte, onde há registos da sua ocorrência nos estados do Indiana, Iowa, Maryland, Nova Jérsia, Virgínia Ocidental, Illinois, e no sul do Ontário.
A sua envergadura é de 18 mm para os machos e de 18–20 mm para as fêmeas. As asas anteriores são esbranquiçadas com delicadas escamas escuras. Os espécimes adultos, com asas, podem-se encontrar de junho a julho.
As larvas alimentam-se de Panicum virgatum.